# Simodactylus cinnamomeus
Simodactylus cinnamomeus är en skalbaggsart som först beskrevs av Jean Baptiste Boisduval 1835.  Simodactylus cinnamomeus ingår i släktet Simodactylus och familjen knäppare. Inga underarter finns listade i Catalogue of Life.